# مامي باركر
مامي باركر (من مواليد 14 أكتوبر 1957)، عالمة أحياء أمريكية وناشطة في مجال الحفاظ على البيئة، ومدربة تنفيذية، وخطيبة ملهمة من ويلموت في أركنساس. تحمل مامي درجة الدكتوراه في علم البحار من جامعة ويسكونسن جرين باي وقضت 30 عامًا مع «خدمة الأسماك والحياة البرية الأمريكية» (USFWS) شغلت في خلالها مناصب متنوعة في ويسكونسن ومينيسوتا وميزوري وجورجيا وواشنطن العاصمة. تحظى مامي بتقدير كبير باعتبارها رائدة في هذا المجال، وكانت أول امرأة سوداء تعمل مساعدة مدير مصايد الأسماك والمحافظة على الموائل وأول أميركية من أصل أفريقي تقود مكتبًا إقليميًا لخدمة الأسماك والحياة البرية الأمريكية» عندما شغلت منصب المدير الإقليمي للخدمات الشمالية الشرقية التي تغطي 13 ولاية في الشمال الشرقي. هذا وشغلت منصب رئيسة موظفي «خدمة الأسماك والحياة البرية الأمريكية» ورئيسة مصايد الأسماك. حصلت على أعلى وسام شرف من «خدمة الأسماك والحياة البرية الأمريكية» تقديرًا لإنجازاتها، وجائزة التقدير والجدارة الرئاسية، وفي عام 2005 كانت أول أميركية من أصل أفريقي تُدرج في قاعة مشاهير أركنساس الخارجية. منذ تقاعدها من «خدمة الأسماك والحياة البرية الأمريكية»، عملت مدربة للقيادة التنفيذية وخطيبة ملهمة ومستشارة بيئية مع / إي باركر آند أسوشييتس إيكولوجيكس غروب. عملت طوال حياتها المهنية على تعزيز التنوع والفرص لطلاب الأقليات العرقية في وظائف الحفاظ على الأسماك. حصلت في عام 2016 على جائزة إيميلين مور من جمعية المصايد الأمريكية تقديرًا لجهودها هذه.

## بداياتها وتعليمها
وُلدت باركر ونشأت في ويلموت، أركنساس، وهي الابنة الأصغر بين 11 طفلًا. كانت والدتها ارملة تعيل الاسرة بمفردها من خلال العمل مزارعة. بدأ اهتمامها بالعالم الخارجي في مرحلة الطفولة، مستوحية الاهتمام هذا من والدتها التي كانت صيادًا وامرأة تهوى الهواء الطلق، وبدأ اهتمامها بالبيولوجيا في المدرسة الثانوية عندما عرّفها مدرس الأحياء على قضايا التدهور البيئي. حصلت باركر على بكالوريوس في علم الأحياء من جامعة أركنساس في باين بلاف، وعلى ماجستير في إدارة الأسماك والحياة البرية، ودكتوراه في علم البحار، وكلا الشهادتين الأخيرتين من جامعة ويسكونسن جرينباي. تضمن عملها في جامعة ويسكونسن البحث عن طرق لتنظيف الملوثات من البحيرات العظمى وروافدها، كما أكملت تدريبها على القيادة التنفيذية في كلية جون ف. كينيدي للإدارة الحكومية بجامعة هارفارد.

## مسيرتها المهنية

### خدمة الأسماك والحياة البرية الأمريكية
استلهمت باركر انضمامها إلى خدمة الأسماك والحياة البرية الأمريكية من زيارة هانيبال بولتون، خريج عام 1971 لجامعتها بغية تجنيد الطلاب للتدرب في الخدمة. أكملت دورتين تدريبيتين، إحداهما في ويسكونسن والأخرى في مينيسوتا، ثم انتقلت للعمل معهم في مكتب الخدمات البيئية في كولومبيا بولاية ميسوري، حيث عملت على تقديم توصيات بيئية للتصاريح الفيدرالية وللمشاريع. عيّنت في وقت لاحق للعمل في منطقة ميسوري بوثيل، وفي المكتب الإقليمي في الغرب الأوسط في مينيابوليس في عام 1990، والمكتب الإقليمي الجنوبي الشرقي في أتلانتا عام 1996، حيث عُيّنت نائبًا لمساعد المدير الإقليمي لمصايد الأسماك ونائب المدير الإقليمي المساعد الجغرافي في أركنساس ولويزيانا وميسيسيبي.
في عام 1998، انتقلت باركر إلى العاصمة واشنطن للعمل مساعدة خاصة للمدير ونائبه (المعروف الآن باسم رئيس الأركان) في مقر خدمة الأسماك والحياة البرية الأمريكية في واشنطن، حيث عملت مع البرامج في جميع الولايات الخمسين. في عام 1999، انتقلت إلى المكتب الميداني الإقليمي لشمال شرق الأطلسي وشغلت منصب المدير الإقليمي للشمال الشرقي، حيث غطت مهامها 13 ولاية.
في عام 2003، عُيّنت مساعدة مدير مصايد الأسماك والحفاظ على الموائل خدمة الأسماك والحياة البرية الأمريكية. كانت أول امرأة سوداء البشرة تشغل هذا المنصب.